# Itziar Garate Lopez
Itziar Garate Lopez (Zarautz, 1986) es una astrofísica, investigadora y profesora en la Universidad del País Vasco.

## Biografía
Nació en Zarautz en 1986. Siempre le gustó la ciencia, entender el porqué de los fenómenos observados en la realidad, y se le daban bien los números. Es licenciada en Física por la Universidad de La Laguna, con especialidad en astrofísica. Realizó el Máster en Ciencia y Tecnología Espacial de la Universidad del País Vasco (UPV/EHU) mientras empezaba sus estudios de doctorado como miembro del Grupo de Ciencias planetarias de la UPV/EHU.
Se doctoró en 2014 con una tesis titulada Dynamics of the south polar vortex of Venus. La investigación de la atmósfera de Venus le llevó a una de las sedes centrales de la Agencia Espacial Europea, situada en Holanda. Dos de los misterios que aún encierra y a los que le gustaría descubrir, son: el por qué los remolinos polares no se destruyen nunca y qué relación tiene el viento polar local con el resto de vientos rápidos del planeta.
Tras doctorarse trabajó durante dos años en París como investigadora postdoctoral del Centro Nacional de Estudios Espaciales francés en la Universidad Pierre y Marie Curie.
Su campo de investigación es la dinámica de la atmósfera de Venus, centrándose en el origen de la superrotación y la formación de torbellinos polares.
Fue miembro del proyecto EuroPlanet2024RI.